# Rezerwat przyrody Nowa Wieś
Rezerwat przyrody Nowa Wieś – leśny rezerwat przyrody położony w gminie Złoczew, w powiecie sieradzkim, w województwie łódzkim.
Utworzony został Zarządzeniem Ministra Leśnictwa i Przemysłu Drzewnego z 30 października 1957 r. na powierzchni 41,78 ha w celu zachowania fragmentu wielogatunkowego lasu mieszanego o charakterze naturalnym z udziałem jodły pospolitej (Abies alba) i buka zwyczajnego (Fagus silvatica), występujących przy granicy ich zasięgów oraz stanowisk licznych gatunków roślin chronionych. W 1984 r. rezerwat został połączony z sąsiednim rezerwatem Komasówka, który istniał od 1959 r.
Rezerwat obejmuje powierzchnię 117,65 ha lasu w leśnictwie Potok w pobliżu Złoczewa i Nowej Wsi, w zlewni rzeki Żegliny, dopływu Warty. W jego skład wchodzą części uroczysk: Komasówka, Zimne Łąki, Paza i Modrzewiowa Poręba. Występują tu niskie grądy z udziałem jodły, łęgi przystrumykowe i dystroficzny zespół olsu torfowcowego.
Według obowiązującego planu ochrony ustanowionego w 2011 roku (z późniejszymi zmianami), obszar rezerwatu objęty jest ochroną ścisłą, z wyjątkiem obszarów wydzieleń leśnych 154a i 165b, które podlegają ochronie czynnej.

## Flora
Gatunkowy świat florystyczny reprezentowany jest przez 262 gatunki roślin, w tym 32 gatunki mchów i 230 gatunków roślin naczyniowych. Nowa Wieś posiada charakter lasu naturalnego. Znaleźć tu można liczne rośliny z list gatunków chronionych: widłak goździsty, wawrzynek wilczełyko, barwinek pospolity, bluszcz pospolity, kopytnik pospolity, kruszyna pospolita, marzanka wonna, kalina koralowa, konwalia majowa oraz 4 gatunki storczykowatych: podkolan zielonawy, kruszczyk szerokolistny, listera jajowata i gnieźnik leśny.
Licznie występują okazy kwitnącego bluszczu pospolitego oplatające drzewa do samych wierzchołków. Spotkać także można sromotnika bezwstydnego oraz soplówkę.

## Fauna
Bogactwo siedlisk i różnorodność florystyczna sprawia, iż świat zwierzęcy rezerwatu jest bardzo bogaty. Licznie występują też różne owady i pajęczaki. Z płazów spotkać można: ropuchę szarą i ropuchę zieloną, żabę wodną i żabę trawną, rzekotkę drzewną oraz ropuchę paskówkę i traszkę grzebieniastą. Gady reprezentuje żmija zygzakowata, padalec, jaszczurka żyworodna, zaskroniec oraz jaszczurka zwinka. Z dużych saków: sarny, jelenie, dziki, a przejściowo również łosie. Obok jeleniowatych są tu lisy, gronostaje, łasice, kuny leśne, borsuki i jenoty. Występują też gryzonie: myszy leśne, nornice, norniki, wiewiórki. Owadożerne reprezentują: jeż, ryjówka aksamitna i ryjówka malutka. Spotkać można nietoperze takie jak: nocek duży, karlik malutki oraz borowiec.
Najwięcej życia całemu kompleksowi leśnemu nadają ptaki: jest ich kilkadziesiąt gatunków, niektóre występują bardzo licznie.